# Théâtre Impérial (Saint-Jean, Nouveau-Brunswick)
Pour les articles homonymes, voir Théâtre impérial.
Le Théâtre Impérial, officiellement le lieu historique national du Canada du Théâtre Impérial / Bi-Capitol, est un lieu historique national situé à Saint-Jean, au Nouveau-Brunswick (Canada). Il est situé au 24, place King sud.

## Histoire

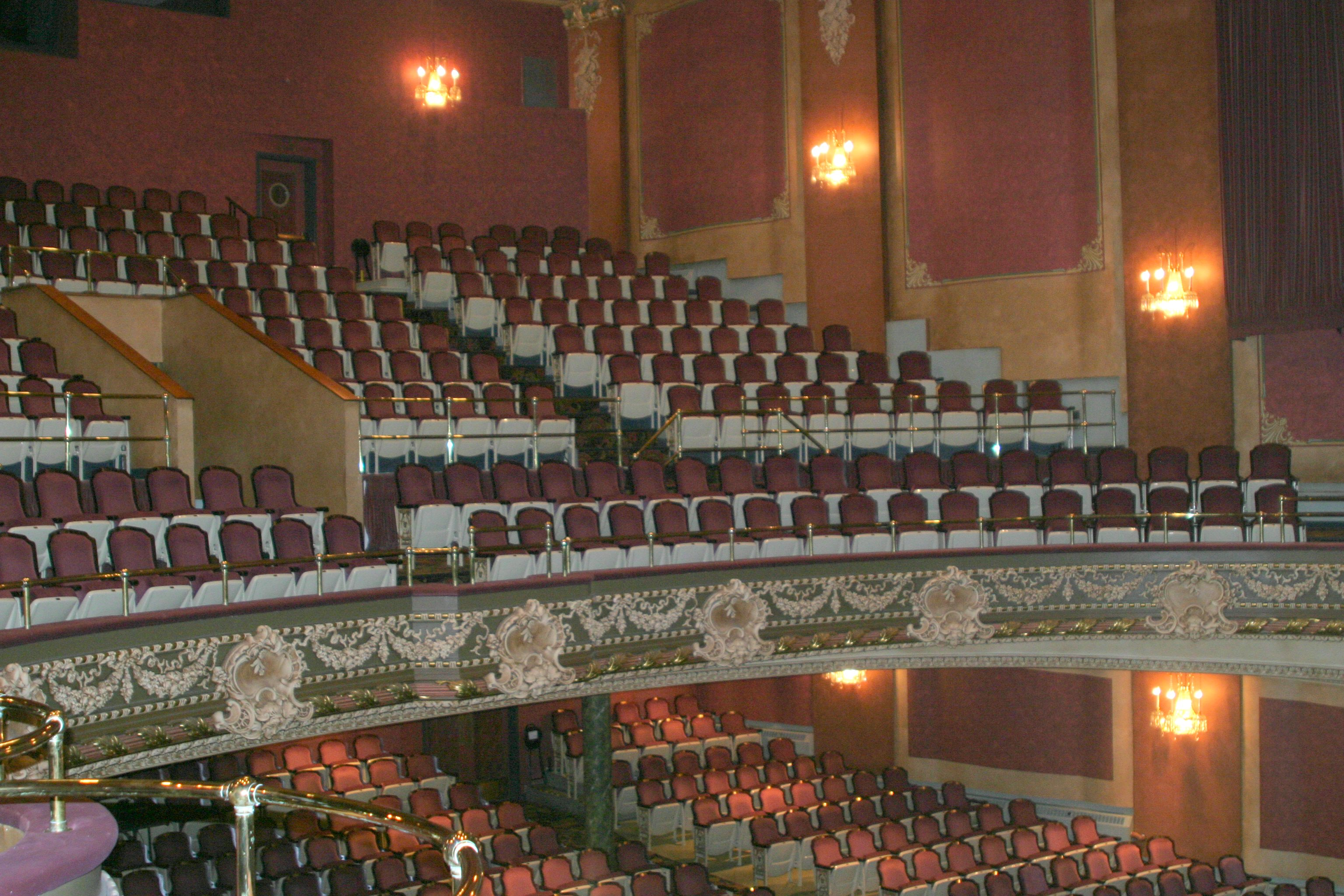
L'intérieur.

La construction du théâtre commence en 1912 et s'échelonne jusqu'en 1923 mais l'édifice est ouvert au public à partir de 1913. Le projet est financé par chaîne de vaudeville new-yorkaise Keith-Albee-Orpheum et par sa filiale la Saint John Amusement Company. Les plans sont de l'architecte A.E. Westover qui co-conçoit également un théâtre du même nom en 1913 à Montréal. 
À l'origine, on y présente des films et des pièces de théâtre. Il est renommé Théâtre du Capitole en 1929 et, jusqu'en 1957, présente surtout des films. L'édifice est restauré en tant que théâtre au milieu des années 1980 et prend le nom de Théâtre Bi-Capitol.
Le théâtre devient un lieu historique national le 15 novembre 1985.

## Architecture
Le bâtiment possède une structure en béton armé.